# Bożicz
Bożicz – w wierzeniach Słowian południowych istota symbolizująca nowy rok, wiosnę i młodość. Pojawia się w zwyczajach bożonarodzeniowych w towarzystwie złotorogiego jelenia i świni, jako przeciwstawieństwo Badnjaka.
W językach Słowian południowych słowo zostało przeniesione na współczesną nazwę Bożego Narodzenia, np. serbskie Божић, chorwackie Božić.
Postać Bożicza jest prawdopodobnie echem kultu Swarożyca.